# José Horacio Gómez
José Horacio Gómez OESSH (* 26. prosince 1951 Monterrey, Mexiko) je americký římskokatolický kněz mexického původu, arcibiskup v Los Angeles a předseda Katolické biskupské konference USA v letech 2019 až 2022.

## Život
Je členem Řádu Božího hrobu, nyní v hodnosti komtura s hvězdou, a je velkopřevorem řádového místodržitelství USA - Západ. Dne 15. listopadu 2019 byl zvolen předsedou Katolické biskupské konference Spojených států na následující tříleté období. V předchozím období zastával post místopředsedy této biskupské konference.